# Białorzytka maskowa
Białorzytka maskowa (Oenanthe melanoleuca) – gatunek małego, wędrownego ptaka z rodziny muchołówkowatych (Muscicapidae).

## Systematyka
Gatunek ten został niedawno wydzielony z białorzytki rdzawej (O. hispanica), choć niektórzy autorzy nadal traktują ten takson jako podgatunek. Jest to gatunek monotypowy.

## Występowanie
W sezonie lęgowym zamieszkuje południową i południowo-wschodnią Europę (Włochy, Bałkany, Turcja), Bliski Wschód i południowo-zachodni Kazachstan. Zimuje w Afryce – w środkowym i wschodnim Sahelu oraz w północno-wschodniej części kontynentu.

## Morfologia
Gatunek bardzo podobny do białorzytki rdzawej, również jak ona występuje w dwóch odmianach barwnych, pospolitsza jest u tego gatunku forma ciemnogardła niż jasnogardła. U samca wierzch, kark, ciemię, czoło i spód białe, czasami z delikatnym rdzawym nalotem na piersi i wierzchu. Skrzydła czarne. U formy ciemnogardłej cała twarz czarna, natomiast u jasnogardłej odmiany gardło jest białe. Samica brązowa z jaśniejszym płowym spodem i ciemniejszymi skrzydłami oraz rysunkiem na twarzy. Młode w 1. roku swojego życia podobne do samicy, ale gardło jasne, a skrzydła jasno obrzeżone (pióra pozostałe po szacie juwenalnej).

## Tryb życia
Słabo poznany.